# 10 Sudecka Dywizja Zmechanizowana
10 Sudecka Dywizja Zmechanizowana (10 DZ) – związek taktyczny Wojsk Zmechanizowanych ludowego Wojska Polskiego i Sił Zbrojnych Rzeczypospolitej Polskiej.

## Historia
10 Sudecka Dywizja Zmechanizowana była formowana dwukrotnie. Po raz pierwszy na bazie 10 Sudeckiej Dywizji Pancernej. Rozkazem ministra ON nr 0055/org z 12 czerwca 1950 r. jednostki 10 Dywizji Pancernej przeniesiono na etaty 5/64-5/76 dywizji zmechanizowanej, o stanie osobowym 7636 żołnierzy i 89 pracowników cywilnych. Dywizja weszła w skład 2 Korpusu Zmechanizowanego. We wrześniu 1955 roku 10 DZ ponownie przeformowano w 10 Dywizję Pancerną.
Po raz drugi 10 Dywizja Zmechanizowana utworzona została w 1989 roku, w ramach tzw. restrukturyzacji Sił Zbrojnych. Rozkazem MON nr 028/Org. z 16 marca 1989 r., a następnie Zarządzeniem Szefa Sztabu Generalnego WP nr 029/Org. z 17 marca 1989 r. nakazano przeformować Dowództwo 10 Dywizji Pancernej w Dowództwo 10 Dywizji Zmechanizowanej, a większość jednostek przeformowanych została skadrowana, a niektóre rozformowane.
Jej trzonem stały się trzy pułki zmechanizowane (tzw. zunifikowane). 10 pułk czołgów średnich przeformowano w 10 pułk zmechanizowany, a 2 pułk czołgów średnich w 59 pułk zmechanizowany. Nowe pułki zmechanizowane miały po dwa bataliony piechoty zmotoryzowanej i dwa bataliony czołgów. Wraz z reorganizacją dywizji została ona częściowo skadrowana.
W 1993 w skład dywizji włączono 22 Brygadę Piechoty Górskiej i 102 pułk zmechanizowany, który rok później przeformowano w 5 Brygadę Pancerną. W 1994 dywizja jako pierwsza w Wojsku Polskim przeszła na strukturą brygadową, co wiązało się z ponownym rozwinięciem jej jednostek. Ze składu dywizji wyłączono 25 pułk zmechanizowany, który przeniesiono do Gliwic oraz 39 pułk artylerii, który włączono do Krakowskiego Okręgu Wojskowego. Jednocześnie rozformowano 59 pułk zmechanizowany. W skład dywizji włączono 10 pułk artylerii mieszanej z Kędzierzyna Koźla. Oprócz 22 Brygady Piechoty Górskiej i 5 Brygady Pancernej utworzono nową 10 Brygadę Zmechanizowaną na bazie 10 pułku zmechanizowanego. Po raz pierwszy w historii polskich wojsk zmechanizowanych w składzie dywizji zmechanizowanej znalazła się brygada piechoty górskiej. Uzasadniano to dyslokacją dywizji i jej ewentualnym wykorzystaniem do obrony granicy południowej państwa.
W 1994 na bazie 5 Brygady Pancernej zorganizowano eksperyment związany ze skróceniem zasadniczej służby wojskowej do 12 miesięcy. Po pełnym cyklu szkolenia przeprowadzono ćwiczenia brygady na poligonie w Żaganiu, które obserwował szef Sztabu Generalnego WP i przedstawiciele rządu. Doświadczenia z eksperymentu stały się podstawą do wdrożenia 12 miesięcznej zasadniczej służby wojskowej w całych Siłach Zbrojnych.
W 1999, w ramach procesu restrukturyzacji Sił Zbrojnych RP, dywizję rozformowano. Będąca w jej składzie 10 Opolską Brygadę Zmechanizowaną przeformowano w 10 Brygadę Logistyczną, która przejęła tradycje 10 Dywizji Zmechanizowanej. 22 Karpacka Brygada Piechoty Górskiej stała się samodzielną jednostką podlegającą dowódcy Śląskiego Okręgu Wojskowego. 5 Brygadę Pancerną i 18 pułk rakiet przeciwlotniczych przekazano do Krakowskiego Okręgu Wojskowego, gdzie włączono je do Korpusu Powietrzno-Zmechanizowanego.

## Skład i dyslokacja dywizji
1951
- Dowództwo 10 Dywizji Zmechanizowanej w Opolu
- kompania dowodzenia w Opolu
- 27 Pułk Zmechanizowany w Kłodzku
- 40 Pułk Zmechanizowany w Bolesławcu
- 71 Pułk Zmechanizowany w Opolu
- 2 Pułk Czołgów Średnich w Opolu
- 10 Pułk Artylerii Pancernej w Opolu
- 39 Pułk Artylerii Haubic w Strzegomiu
- 12 Pułk Moździerzy w Krotoszynie
- 8 Dywizjon Artylerii Rakietowej w Strzegomiu
- 14 Dywizjon Artylerii Przeciwlotniczej w Strzegomiu
- 21 Batalion Saperów w Świdnicy
- 41 Batalion Łączności w Opolu
- 7 Batalion Rozpoznawczy w Opolu
- 7 Szkolny Batalion Czołgów w Opolu
- 43 Kompania Samochodowa w Opolu
- 7 Ruchome Warsztaty Naprawy Czołgów w Opolu
- 8 Ruchome Warsztaty Naprawy Sprzętu Artyleryjskiego w Opolu
- 9 Ruchome Warsztaty Naprawy Samochodów w Opolu

Uzbrojenie i wyposażenie: 138 czołgów średnich, 19 samobieżnych dział pancernych, 15 samochodów pancernych, 26 haubic 122 mm, 40 armat 76 mm, 9 armat 57 mm, 21 armat przeciwlotniczych 37 mm, 40 moździerzy 82 mm, 54 moździerze 120 mm, 676 samochodów i 64 motocykle.
1989
- Dowództwo 10 Sudeckiej Dywizji Zmechanizowanej w Opolu
- 10 Pułk Zmechanizowany w Opolu
- 25 Pułk Zmechanizowany w Opolu
- 59 Pułk Zmechanizowany w Opolu
- 39 Pułk Artylerii w Tarnowskich Górach
- 18 Pułk Artylerii Przeciwlotniczej w Jeleniej Górze
- 8 Dywizjon Artylerii w Tarnowskich Górach
- 21 Batalion Saperów w Brzegu
- 19 Batalion Łączności w Opolu
- 10 Batalion Remontowy w Opolu
- 59 Batalion Zaopatrzenia w Komprachcicach
- 54 Batalion Medyczny-Szpital Wojskowy w Opolu

1994
- Dowództwo 10 Sudeckiej Dywizji Zmechanizowanej w Opolu
- 10 Batalion Dowodzenia w Opolu
- 5 Brygada Pancerna „Skorpion” w Opolu
- 10 Opolska Brygada Zmechanizowana im. płk. Piotra Wysockiego w Opolu
- 22 Karpacka Brygada Piechoty Górskiej w Nysie
- 10 Śląski Pułk Artylerii Mieszanej im. kadeta Zygmunta Kuczyńskiego w Kędzierzynie Koźlu
- 18 Karkonoski Pułk Przeciwlotniczy w Jeleniej Górze
- 5 Batalion Rozpoznawczy im. Jana Nepomucena Umińskiego w Opolu
- 8 Rejonowe Warsztaty Techniczne w Opolu
- 10 Batalion Zaopatrzenia w Opolu
- 10 Batalion Medyczny w Opolu

## Uzbrojenie
W 1950 podstawowym uzbrojeniem dywizji były czołgi T-34/85 oraz samobieżne działa pancerne ISU-122. Pułki zmechanizowane nie posiadały wówczas transporterów opancerzonych, a przewóz piechoty odbywał się z wykorzystaniem samochodów ciężarowo-terenowych. Taki stan utrzymał się do 1955 r., tj. do momentu przekształcenia dywizji w dywizję pancerną.
W 1989 zasadnicze uzbrojenie dywizji stanowiły bojowe wozy piechoty BWP-1, transportery opancerzone SKOT-2A oraz czołgi T-55A. W połowie lat dziewięćdziesiątych, z chwilą przejścia na strukturę brygadową, na uzbrojeniu znajdowały się bojowe wozy piechoty BWP-1 i czołgi T-72A.

## Odznaka dywizyjna
Odznaka w kształcie prostokątnej srebrzystej tarczy, u dołu stylizowana złota gałązka laurowa. Z lewej strony tarcza osłonięta jest skrzydłem husarskim. Na tarczy napis: 10 SUDECKA DYWIZJA ZMECHANIZOWANA i sylwetka żubra na tle czarnego czołgu. Liczba 10 pokryta jest białym lakierem.
Odznaka o wymiarach 50x35 mm wykonana została w pracowni grawerskiej Ryszarda Welgryna w Częstochowie. Pierwsze odznaki wręczono 11 listopada 1994.

## Dowódcy
- płk Kazimir Fiodorowicz 1950–1951
- płk Michaił M. Prokofiew 1951–1954
- płk Antoni Mazurkiewicz 1954–1961

---
- gen. bryg. Edward Szwagrzyk 1989–1996
- płk Antoni Tkacz 1996–1999